# 海曼·明斯基
海曼·菲利普·明斯基（英語：Hyman Philip Minsky，1919年9月23日—1996年10月24日），美国经济学家，生于伊利诺伊芝加哥，曾为圣路易斯华盛顿大学经济学教授。他的研究试图对金融危机的特征提供理解和解释。他有时候被形容为激进的後凯恩斯主义者，而他的研究也受华尔街青睞。

## 教育背景
明斯基是伊利诺伊州芝加哥市人，出生于白俄罗斯孟什维克移民家庭。他的母亲多拉·扎康（ Dora Zakon）活跃在刚刚兴起的工会运动中。他的父亲萨姆·明斯基（Sam Minsky）活跃在芝加哥犹太区的美国社会党。1937年，明斯基从纽约市乔治华盛顿高中毕业。1941年，明斯基在芝加哥大学获得理学（数学专业）学士，随后在哈佛大学获得公共行政硕士学位（1947年），并师从约瑟夫·熊彼特和华西里·列昂惕夫，于1954年获得经济学博士学位。

## 生涯
明斯基1949年至1958年在布朗大学任教，1957年至1965年在加州大学伯克利分校任经济学副教授。1965年，他成为圣路易斯华盛顿大学经济学教授，1990年退休。去世时，他是巴德学院利维经济研究所的杰出学者。他在伯克利时是货币和信贷委员会（1957-1961）的顾问。

## 金融理论
明斯基所提出的理论将在典型的经济周期中金融市场的脆弱性与投机性投资泡沫内生于金融市场。明斯基指出在经济景气时期，当公司的现金流增加并超过偿还债务所须，就会产生投机的陶醉感（speculative euphoria），于是，此后不久，当债务超过了债务人收入所能偿还的金额时，金融危机就随之产生了。作为此类投机性借贷泡沫的结果，银行和贷方会收紧信用，甚至针对那些能够负担借款的公司，随之，经济就紧缩。
对这种金融体系从稳定到危机的缓慢运动的揭示使得明斯基为人所熟知，而“明斯基时刻”这一词，也专指明斯基学术贡献中的这一方面。
明斯基的信用体系模型，他称之为“金融不稳定定假说”（Financial Instability Hypothesis, 简称为FIH），引入了许多由密尔，马歇尔，维克塞尔以及费舍尔所重复过的思想。“我们经济的基本特征，” 明斯基在1974年写道，“就是金融体系在稳固和脆弱之间摇摆，这一摇摆过程是产生经济周期所不可或缺的组成部分。”
当时，对于许多主流经济学家提出异议之后，他指出这些摇摆，以及伴随着的景气与不景气，是自由市场经济所不可避免的，除非政府介入，即通过管制，中央银行行为以及其它工具加以监管；事实上，这些机制在对付大萧条的过程中已经存在。他反对象征80年代经济的放松管制（deregulation）政策。